# 尹宇哲
尹 宇哲（ユン・ウチョル、朝鮮語: 윤우철）は、朝鮮民主主義人民共和国の政治家。労働新聞責任主筆などを歴任した。

## 経歴
出生地や生年月日は不明。就任時期は不明であるが労働新聞副主筆に任命された。2001年9月20日に中国を訪問し、布赫全国人民代表大会常務委員会副委員長と両国の親善関係について議論した。
2013年3月31日に開催された朝鮮労働党中央委員会総会で労働新聞責任主筆に任命されたが、2014年2月13日に解任されていたことが判った。